# Tiszaújlak templomai
Tiszaújlakon jelenleg öt vallási felekezet található, négynek saját temploma van, a Jehova tanúi felekezet imaházban tartja összejöveteleit. A hívek számának megoszlása szerint a legtöbb híve a római katolikus egyháznak van, majd ezt követi a görögkatolikus, a református, az ortodox egyház és végül Jehova tanúi.

## A tiszaújlaki római katolikus templom

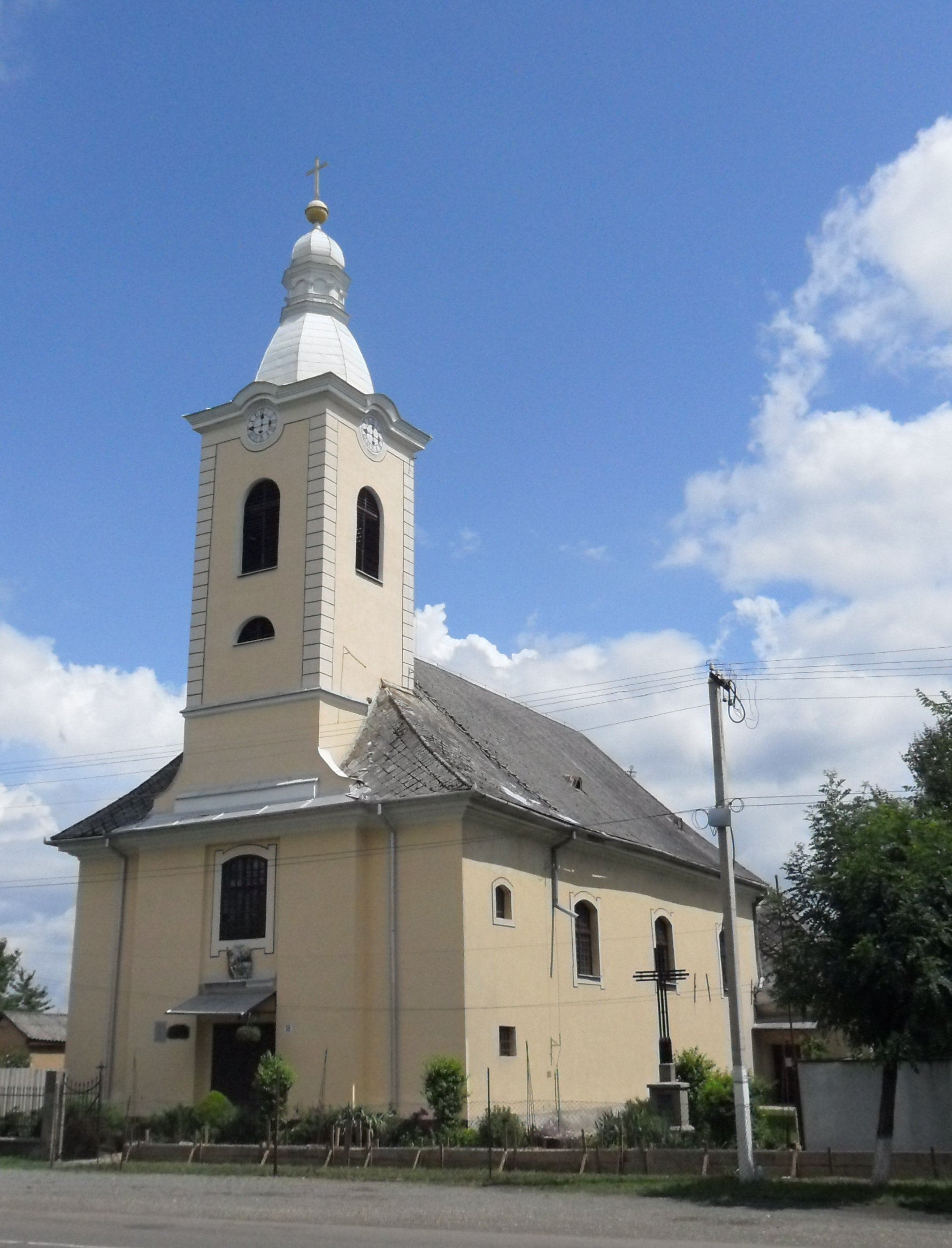
A tiszaújlaki római katolikus templom

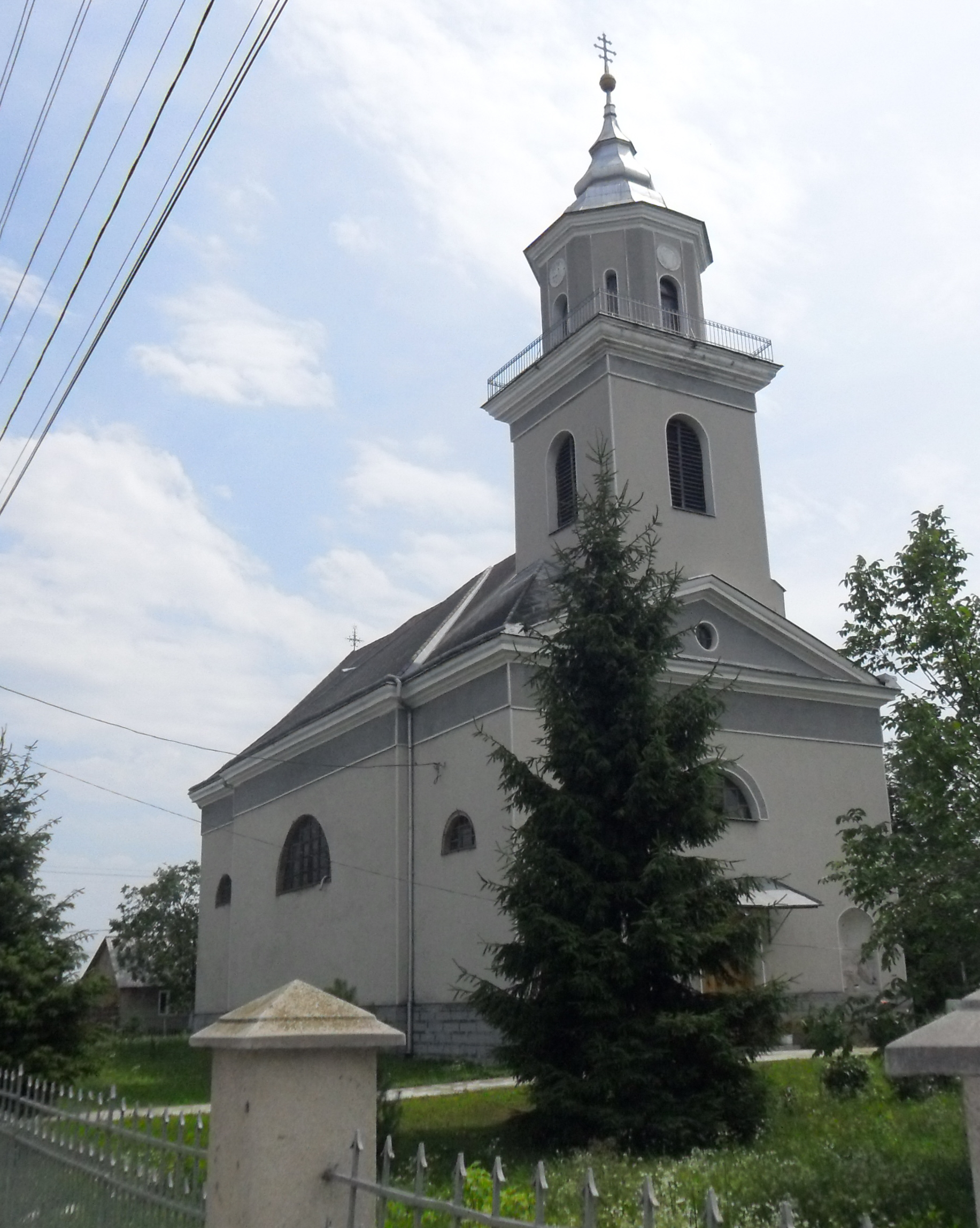
A tiszaújlaki görögkatolikus templom

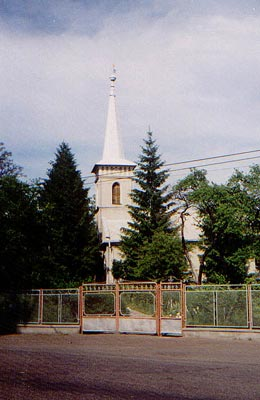
A tiszaújlaki református templom

A tiszaújlaki pravoszláv (ortodox) templom

A község első római katolikus templomáról 1332-ben találunk említést a korabeli okmányokban, amelyet azonban a vidékre betörő tatár, török hordák később leromboltak. Helyén épült fel 1788-ban a mai barokk stílusú, Szent Ilona tiszteletére szentelt római katolikus templom.
Szentélye egyenes záródású, a templomhajótól kissé keskenyebb. Érdekes módon a hajó hosszanti falait belülről falpillérek támasztják. A hajót, a szentélyt és az előteret keresztboltozat fedi. Ablakai felül íves záródásúak.
Az előtér felett magasodik a templom 19. században épült, klasszicista stílusú tornya. A kapuja fölött Szentháromságot ábrázoló szobordíszítést találunk. A templomhajó belső felületeit 20. századi falképek díszítik. Belülről 1995-ben újították fel. Az út szélén áll a felújított Nepomuki Szent János-kápolna. Az anyakönyvezés kezdete: 1735. Az orgona a budapesti Rieger testvérek munkája 1896-ból. Titulusa: Szent Ilona templom, plébánia.

## A tiszaújlaki görögkatolikus templom
A görögkatolikus templom 1806-ban épült, klasszicista stílusban. Az épület  vonalvezetése egyszerű, falain nincsenek díszítések, az ablakok árkádjainak hangsúlyozása visszafogott. Tornya kétszintes: az alsó négyszögletű, rajta párkányzat és kilátóul szolgáló galéria, a második szint nyolcszögletű, tetején szintén nyolcszögletes süveggel. Az ikonosztáz a 20. század elején készült.
Miután Romzsa Tódor püspököt 1947-ben kivégezték, 1949-ben az egyházmegyét bekebelezte a moszkvai ortodox egyház. 129 pap, akik nem voltak hajlandók áttérni, 1949 folyamán a Gulagra került, és 28 közülük nem tért vissza. Az egyház illegalitásban tevékenykedett tovább annak a mintegy 50 papnak a vezetésével, akik nem kerültek fogságba. 1989-ig egymást követően öt püspök működött illegálisan. A Szentszék Dudás Miklós hajdúdorogi megyés püspököt nevezte ki az egyházmegye apostoli kormányzójának, tisztségét 1947-től haláláig töltötte be. Magát a templomot 1991-ben kapta vissza az egyház. Titulusa: az Úr mennybemenetele templom. Az ortodox felekezet ezután kezdett új templom építésébe, amely a közelmúltban készült el.

## A tiszaújlaki református templom
A református egyházközséget 1650-ben alapították. A gyülekezet a reformáció után alakult 1650–1660 között, kezdetben 10–15 családdal. Az első templom a jelenlegi Rákóczi úton épült, torony nélkül. 1701-ben tűzvész pusztította el. A gyülekezet tagjai (70–80 család) hamarosan újjáépítették. 1850-ben megvásárolták azt az épületet, amelyet a község sóraktárnak használt. 1903-ban kibővítették, és tornyot építettek fölé. Mivel a gyülekezetnek megtakarított pénze nem volt, a belügyminiszterhez fordultak gyűjtési kérelemmel. A kérelem elfogadása után a gyűjtés egész Magyarország területére kiterjedt. Egy 300 oldalas könyvben ez ma is rendelkezésre áll. Az építés 1905-ben fejeződött be. Tiszaújlakot három hatalmas árvíz pusztította: 1913-ban, 1933-ban és 1947. december 30-án. Ez utóbbi volt a legnagyobb, aminek nyolc ember is áldozatául esett. Az 1933-as árvíz idején dőlt össze a régi parókia és az iskola, amit 1942-re építettek újjá. A belülről megújított és kifestett templom szentelésére 1971. október 10-én került sor, 1973. július 12-én pedig felhelyezték az új templomgombot, amelyben Kovács Zoltán lelkész egy emlékiratot helyezett el a gyülekezet történetéről és a munkálatokról. Nagyobb felújítás utoljára 1988-ban történt. A harangokat Egry Ferenc készítette Kisgejőcön. 1806-tól napjainkig a teljes könyvelés megtalálható a gyülekezetben (anyakönyvek jegyzőkönyvek, pénztári könyvek). A keresztelőkancsót 1717-ben „Szentczi Ferenc Úr élete párjával, Kismarjai Erzsébet asszonnyal ajándékozta” a tiszaújlaki gyülekezetnek.

## Képek

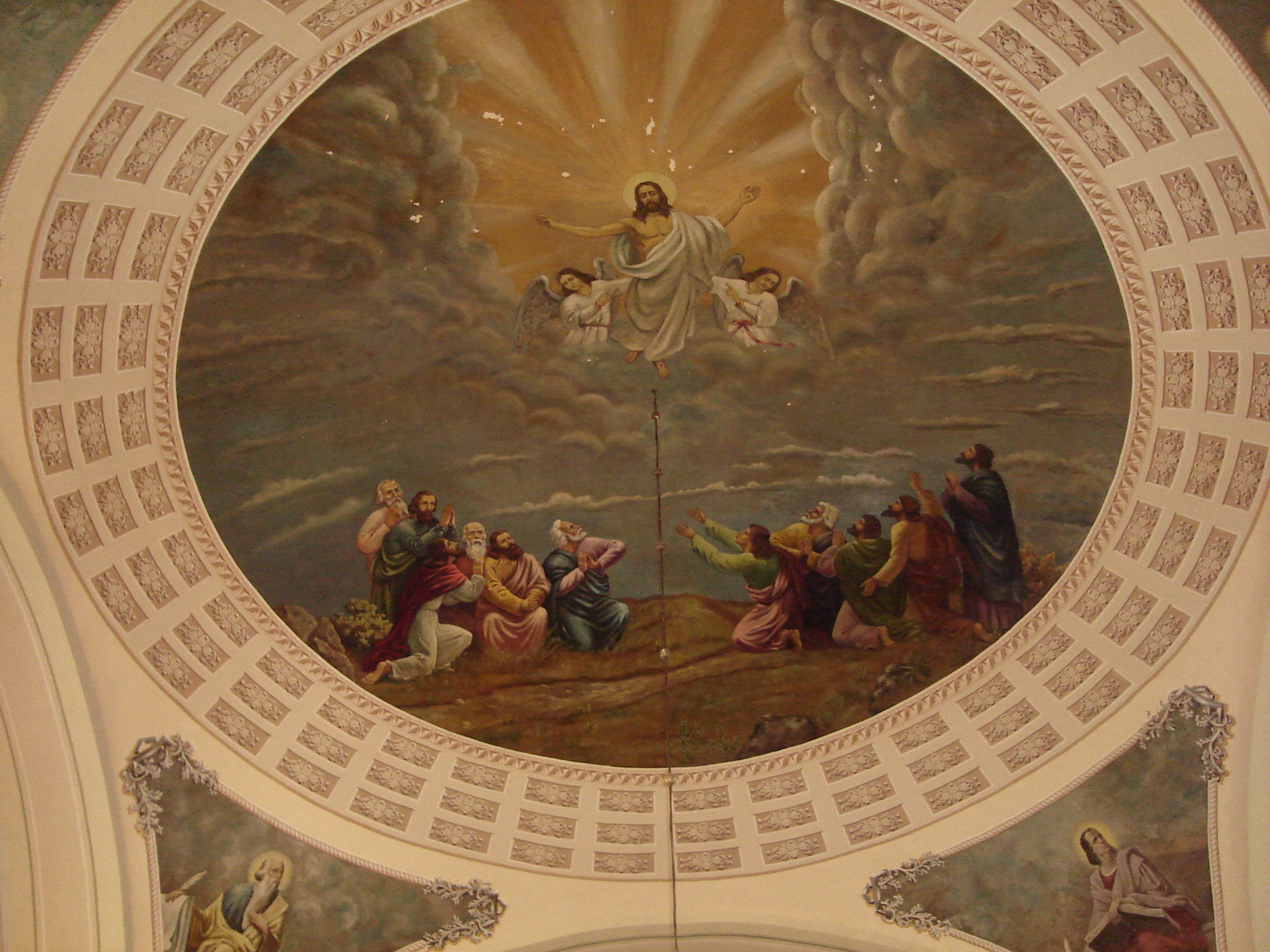
A görögkatolikus templom mennyezetét díszítő freskó: Jézus Krisztus mennybemenetele
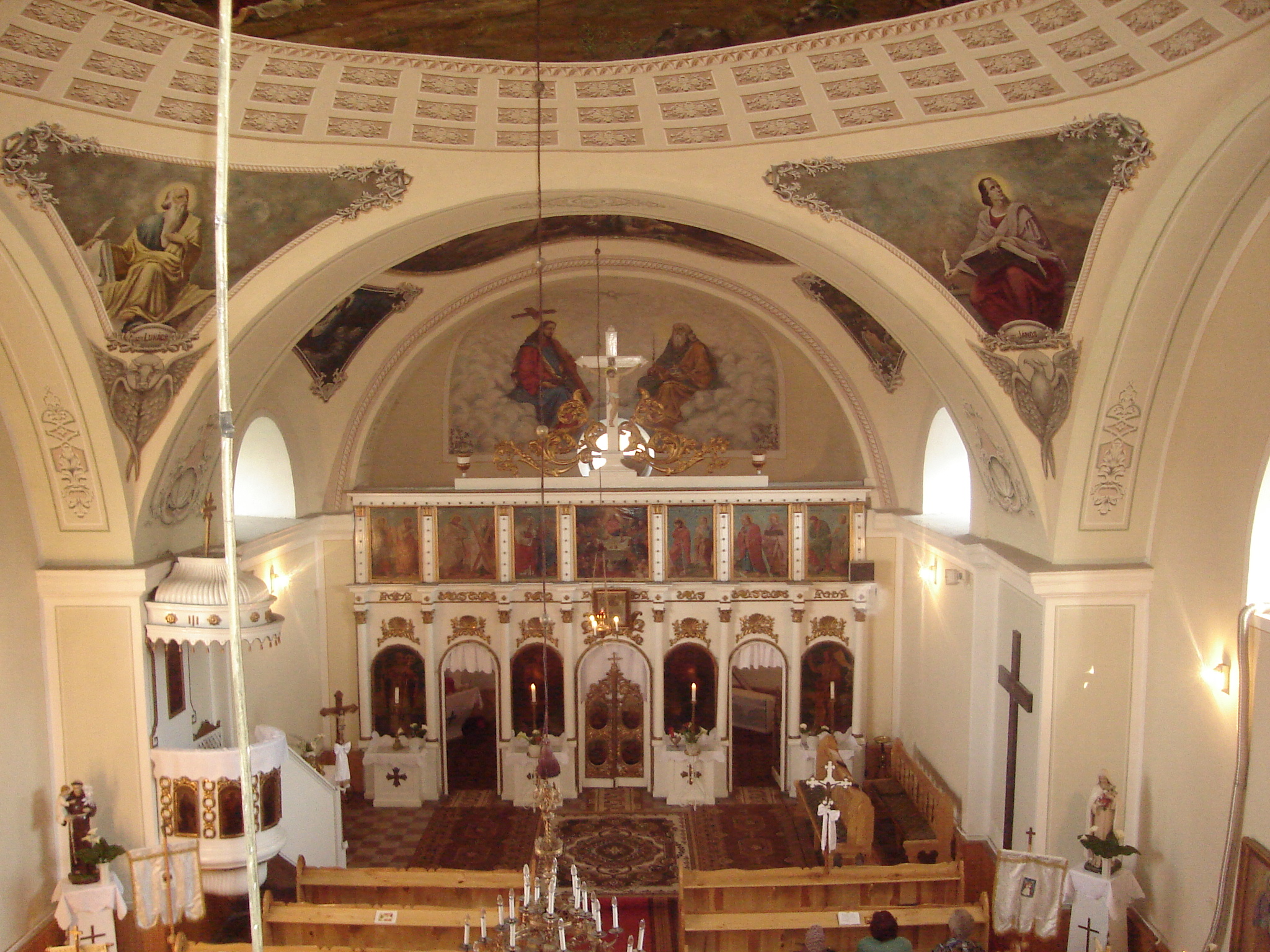
A tiszaújlaki görögkatolikus templom ikonosztáza és a templom hajója
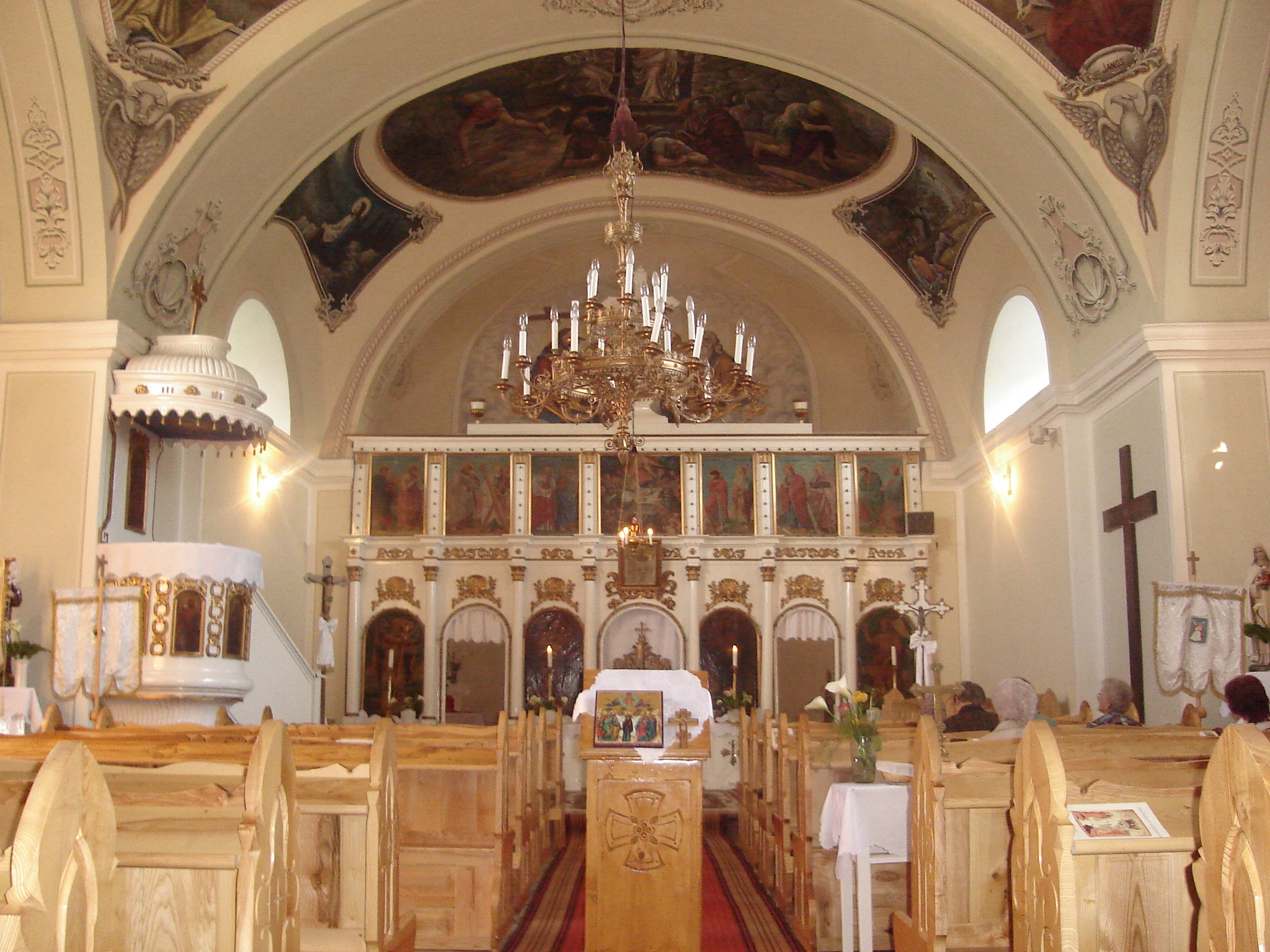
A tiszaújlaki görögkatolikus templom ikonosztáza
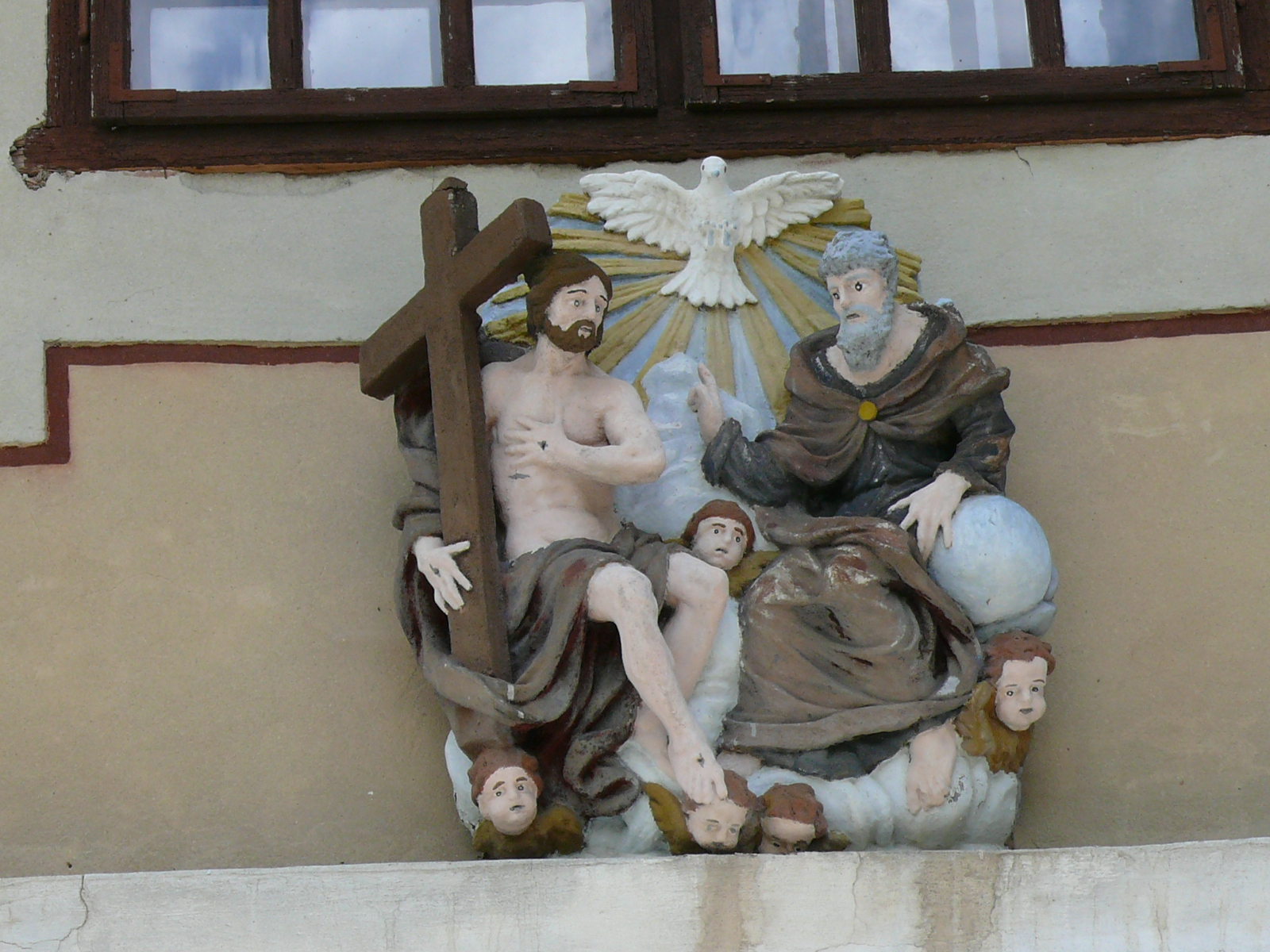
A római katolikus templom bejárata feletti Szentháromságot ábrázoló szobordíszítés